# Centrum für Religionswissenschaftliche Studien
Das Centrum für Religionswissenschaftliche Studien (CERES) ist eine zentrale wissenschaftliche Einrichtung und ein Research Department der Ruhr-Universität Bochum, welches Religionen und religiöse Formationen in Geschichte und Gegenwart untersucht. Es wurde 2004 gegründet und ist seit 2015 fakultätsunabhängig. Das CERES ist eines der größten deutschsprachigen Einrichtungen des Faches Religionswissenschaft. An ihm sind fünf Lehrstühle zugeordnet und noch zahlreiche weitere internationale Forschungsprojekte angesiedelt. Im Rahmen der Lehre wird je ein BA- und ein MA-Studiengang angeboten, bei dem sich die Studierenden auf spezifische religiöse Ausprägungen zwischen Asien und Europa fokussieren können. Neben der Forschung und Lehre ist ein weiterer Bereich der Wissenstransfer.

## Forschungsschwerpunkte und -projekte
Die religionswissenschaftliche Lehre und Forschung am CERES grenzt sich von der religionsimmanenten Perspektive, wie sie u. a. die Theologie vertritt, ab und nimmt somit einen systematischen Zugang der wissenschaftlichen Außenperspektive ein. In geographischer Hinsicht liegt der Forschungsschwerpunkt auf der Religionsgeschichte Asiens und Europas. Das CERES ist interdisziplinär in seinem Selbstverständnis und zeichnet sich im systematischen Bereich durch eine sozialwissenschaftliche Herangehensweise an Religionen aus. Der methodologische Zugang gründet sich aus historisch-philologischen, kulturwissenschaftlichen und soziologischen Ansätzen. Dies ermöglicht ein multiperspektivisches Studium von Religionen, das von hermeneutischer Textarbeit über religionsästhetische Methoden bis hin zu den Verfahren der quantitativen Soziologie reicht. Auch können dadurch sich wechselseitig befruchtende Zugriffe auf Religion in ihren historischen und gegenwärtigen Ausprägungen erzielt werden. Durch ein am CERES beschäftigtes Redaktionskollektiv, welches durch das Käte Hamburger Kolleg gefördert wird, wird die interdisziplinäre, englischsprachige Zeitschrift Entangled Religions herausgegeben. 
Am Centrum für Religionswissenschaftliche Studien wurden seit seiner Gründung zahlreiche Forschungsprojekte angesiedelt. Die Schwerpunkte bilden einerseits die religionsgeschichtliche Verknüpfungen zwischen Asien und Europa und andererseits die gegenwärtige religiöse Vielfalt in Deutschland. 
- Käte Hamburger Kolleg „Dynamiken der Religionsgeschichte zwischen Asien und Europa“, seit 2008, finanziert vom Bundesministerium für Bildung und Forschung, Gründungsdirektor Volkhard Krech
- Forschungsprojekt JewsEast (Jews and Christians in the East: Strategies of Interaction between the Mediterranean and the Indian Ocean), seit 2016, gefördert vom Europäischen Forschungsrat
- Forschungsprojekt BuddhistRoad (Dynamics in Buddhist Networks in Eastern Central Asia 6th to 14th Centuries), seit 2017, gefördert vom Europäischen Forschungsrat
- Forschungskolleg RePliR (Religiöse Pluralität und ihre Regulierung in der Region), zusammen mit dem Centrum für Religion und Moderne der Universität Münster, seit 2016, gefördert vom Ministerium für Kultur und Wissenschaft des Landes Nordrhein-Westfalen
- Reinhart-Koselleck-Projekt Theorie und Empirie religiöser Evolution (THERE), seit 2018, unter der Leitung von Volkhard Krech, gefördert von der Deutschen Forschungsgemeinschaft
- Forschungsprojekt relNet (Modellierung von Themen und Strukturen religiöser Online-Kommunikation), abgeschlossen, unter Leitung Volkhard Krech, gefördert durch das Mercator Research Center Ruhr
- Religiöse Vielfalt in Nordrhein-Westfalen, abgeschlossen, gefördert durch das Ministerium für Kultur und Wissenschaft des Landes Nordrhein-Westfalen

## Personen
- Alexandra Cuffel – Judaistin und Mediävistin
- Frederik Elwert[1]
- Volkhard Krech – Religionswissenschaftler und Gründungsdirektor des CERES
- Carmen Meinert – Tibetologin und Sinologin
- Martin Radermacher[2] – Religionswissenschaftler
- Kianoosh Rezania – Professor für westasiatische Religionsgeschichte
- Jens Schlamelcher[3]

## Publikationen
- Frederik Elwert, Martin Radermacher, Jens Schlamelcher (Hrsg.): Handbuch Evangelikalismus. Transcript Verlag, Bielefeld 2017, ISBN 978-3-8376-3201-9.